# Lara Robinson
Lara Robinson (Melbourne, 1º gennaio 1998) è un'attrice australiana.

## Biografia
Deve la notorietà ai ruoli di Lucinda e di Abby interpretati nel film Segnali dal futuro con Nicolas Cage.

## Filmografia
- City Homicide, Serie TV - 2 episodi (2007)
- Elephant Princess (The Elephant Princess) Serie TV - 2 episodi (2008)
- Long Weekend (Long Weekend) (2008)
- Segnali dal futuro (Knowing) (2009)
- Winners & Losers, Serie TV - 5 episodi (2012)